# Štefan Znám
Štefan Znám (9 février 1936, Veľký Blh – 17 juillet 1993, Bratislava) est un mathématicien slovaque - hongrois, considéré comme le premier à réfléchir au problème de Znám dans les temps modernes.

## Formation et carrière
Štefan Znám obtient son doctorat en 1966 à la Slovak University of Technology sous la direction de Štefan Schwarz.
Znám travaille dans le domaine de la théorie des nombres et de la théorie des graphes. Il cofonde également la revue Matematické obzory.

## Publications
Son nombre d'Erdős est de 2 par au moins six chemins différents. .
- avec Juraj Bosák "Strongly geodesic graphs" (Journal of Combinatorial Theory, 1968).
- avec Erdős et Alexander Rosa "Decomposition of complete graphs into factors of diameter two" (Matematický Časopis Slovenskej Akadémie Vied, 1971).